# Dinguiraye (prefectuur)
Dinguiraye is een prefectuur in de regio Faranah van Guinee. De hoofdstad is Dinguiraye. De prefectuur heeft een oppervlakte van 11.520 km² en heeft 196.469 inwoners.
De prefectuur ligt in het noorden van het land en grenst aan Mali.

## Subprefecturen
De prefectuur is administratief verdeeld in 8 sub-prefecturen:

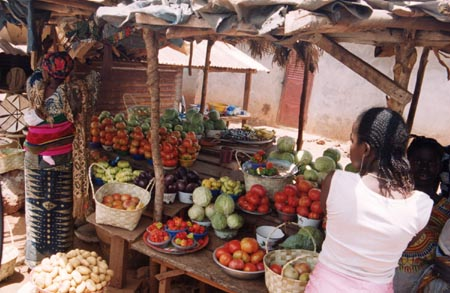
Marktstalletje in Dinguiraye

1. Dinguiraye-Centre
2. Banora
3. Dialakoro
4. Diatiféré
5. Gagnakali
6. Kalinko
7. Lansanya
8. Sélouma